# Pontelandolfo
Pontelandolfo es un municipio situado en el territorio de la provincia de Benevento, en la Campania (Italia).

## Demografía
| Gráfica de evolución demográfica de Pontelandolfo entre 1861 y 2001 |
|                                                                     |
| Fuente ISTAT - elaboración gráfica de Wikipedia                     |

## Historia

### La masacre de Pontelandolfo y Casalduni[3]
Anteriormente a su anexión al nuevo estado italiano en octubre de 1860, Pontelandolfo había pertenecido al Ducado de Benevento, un enclave de los Estados Pontificios dentro del Reino de las Dos Sicilias. Los habitantes de la población tenían un fuerte sentido de pertenencia local, lo que junto con otras razones (económicas, geográficas, etc.) hicieron que su identificación con el nuevo estado de fuerte impronta piamontesa fuese difícil. Los nuevos impuestos, especialmente el que gravaba a las cabras, generaron un gran descontento. Los recuerdos de pasadas invasiones y pillajes (el saqueo árabe en 862, el sitio normando en 1138, el de los aragoneses en 1461 y el saqueo de los franceses en 1806) hicieron que se recibiera a las tropas de Garibaldi con escepticismo. Una vez anexionada la ciudad al Reino de Italia, la barrera lingüística y las diferencias culturales entre la población local y las tropas acantonadas en la provincia de Benevento no hicieron sino marcar aún más la sensación para los militares de estar acantonadas en el extranjero.
La situación estallaría en el verano de 1861. El 7 de agosto, durante la celebración local de San Donato, un grupo de unos cuarenta "bandidos" denominados Brigada Fra Diavolo y liderados por Cosimo Giordano (un antiguo soldado de las Dos Sicilias huido al monte para evitar su encarcelamiento por las tropas piamontesas) bajaron desde las montañas a Pontelandolfo, donde fueron recibidos calurosamente por la población local. Después de celebrar una misa en honor del depuesto rey Francisco II, los miembros de la brigada dos-siciliana y unos 3000 habitantes de Pontelandolfo asaltaron el cuartel de la Guardia Nacional destruyendo los retratos del rey Víctor Manuel II y de Garibaldi y arrancando el escudo de la Casa de Saboya de la bandera italiana. Después se dirigieron al Ayuntamiento donde destruyeron los registros de nacimiento para hacer más difícil la implantación del impopular servicio militar obligatorio, quemaron la bandera italiana y colocaron en su lugar la de las Dos Sicilias. Posteriormente liberaron a los presos de la cárcel y asaltaron las casas de los terratenientes, quemando la del recaudador de impuestos al que asesinaron junto a un supuesto espía piamontés.Por la noche los miembros de la brigada dos-siciliana abandonaron la ciudad.
Las autoridades italianas mandaron un destacamento de Bersaglieri desde Campobasso para investigar los acontecimientos, con órdenes de no entrar en la ciudad; sin embargo las tropas desobedecieron dichas órdenes, viéndose obligados a refugiarse en la antigua fortaleza ante la agresividad de la población local. Al intentar escapar hacia San Lupo fueron atacados cerca de Casalduni, muriendo 41 bersaglieri.
Finalmente las autoridades militares piamontesas decidieron dar un escarmiento y el 14 de agosto 500 soldados del ejército regular y cuatro compañías de bersaglieri entran en Casalduni, matando a las únicas tres personas de la población que no habían escapado al ser puestas sobre avisode lo que se avecinaba. En Pontelandolfo, sin embargo, no había llegado el aviso; las tropas italianas, con órdenes de disparar a toda la población salvo mujeres, niños y enfermos, mataron en 5 o 6 horas a entre 200 y 400 personas. En las siguientes semanas aún detendrían y ejecutarían a varias docenas más. También se produjo el saqueo de la población y numerosas violaciones de mujeres y niñas. Tanto Pontelandolfo como Casalduni fueron dejadas en ruinas en su mayor parte, dejando sin hogar a unas 3000 personas.